# Verkhnepodpolni
Verkhnepodpolni (en rus: Верхнеподпольный) és un poble (un khútor) de l'óblast de Rostov, a Rússia, que en el cens del 2010 tenia 1.580 habitants, pertany al districte d'Aksai.